# 圣伯多禄圣殿主教座堂 (弗里茨拉尔)
圣伯多禄圣殿主教座堂（德语： Fritzlarer Dom ）是一座罗马天主教宗座圣殿，位于德国黑森州小镇弗里茨拉尔。由于它规模巨大，常被误称为主教座堂。